# Palaeoleptoneta
Genre
Palaeoleptoneta est un genre fossile d'araignées aranéomorphes de la famille des Leptonetidae.

## Distribution
Les espèces de ce genre ont été découvertes dans de l'ambre de Birmanie. Elles datent du Crétacé.

## Liste des espèces
Selon The World Spider Catalog 19.5 :
- †Palaeoleptoneta calcar Wunderlich 2012
- †Palaeoleptoneta crus Wunderlich, 2017
- †Palaeoleptoneta nils Wunderlich, 2018
- †Palaeoleptoneta thilo Wunderlich, 2018

## Publication originale
- Wunderlich, 2012 : On the fossil spider (Araneae) fauna in Cretaceous ambers, with descriptions of new taxa from Myanmar (Burma) and Jordan, and on the relationships of the superfamily Leptonetoidea. Beiträge zur Araneologie, vol. 7, p. 157–232 (en).